# Martín Scelzo
Martín Alejandro Scelzo (Buenos Aires, 5 febbraio 1976) è un ex rugbista a 15 argentino, che giocava nel ruolo di pilone.
Le sue origini e parentele sono di un paesino della basilocata, precisamente Brienza, in provincia di Potenza.

## Biografia
Cresciuto nell'Hindú Club, formazione con la quale si aggiudicò due campionati dell'Unión de Rugby de Buenos Aires e un Nacional de Clubes, Martín Scelzo passò professionista nel 1999, quando fu ingaggiato in Inghilterra dal Northampton.
Esordì in Nazionale argentina nel corso del Panamericano 1996, a Nepean (Canada) contro gli Stati Uniti, e con i Pumas si aggiudicò anche il Sudamericano 1998.
L'anno seguente prese parte anche alla Coppa del Mondo di rugby 1999, disputandovi tre incontri; nel corso della sua prima stagione al Northampton vinse la Heineken Cup 1999-2000, laureandosi quindi campione d'Europa.
Al Narbona dal 2001 al 2004, in tale periodo fu convocato in Nazionale per la Coppa del Mondo di rugby 2003 in Australia (3 incontri).
Nel 2004 si trasferì al Montferrand, oggi Clermont-Auvergne; con la squadra gialloblu vinse nel 2006-07 la Challenge Cup e disputò la prima delle sue tre finali consecutive di campionato (persa contro lo Stade français) e, con i Pumas, prese parte alla Coppa del Mondo di rugby 2007 giungendo al terzo posto assoluto e disputandovi il suo più recente incontro internazionale (19 ottobre, avversario la Francia nella finale del terzo posto).
Nel 2008 e 2009 è giunto con il Clermont-Auvergne di nuovo alla finale del Top 14, perdendola rispettivamente contro il Tolosa e il Perpignano.

## Palmarès
- Campionati sudamericani: 2
Argentina: 1998, 2006
- Campionati URBA: 2
Hindú: 1996, 1998
- Campionati francesi: 1
Clermont: 2009-10
- Heineken Cup: 1
Northampton: 1999-2000
- Challenge Cup: 1
Clermont-Auvergne: 2006-07